# Castell Moeddyn Fach
Castell Moeddyn Fach är ett slott i Storbritannien.   Det ligger i kommunen Ceredigion och riksdelen Wales, i den södra delen av landet, 290 km väster om huvudstaden London. Castell Moeddyn Fach ligger 239 meter över havet.
Terrängen runt Castell Moeddyn Fach är varierad. Runt Castell Moeddyn Fach är det ganska tätbefolkat, med 70 invånare per kvadratkilometer. Närmaste större samhälle är Lampeter, 10,6 km öster om Castell Moeddyn Fach. Trakten runt Castell Moeddyn Fach består i huvudsak av gräsmarker.